# 금사항
금사항은 전라남도 고흥군 영남면 금사리 사두마을 인근에 위치한 어항이다. 2005년 4월 27일 지방어항으로 지정되었다. 시설관리자는 고흥군수이다.

## 어항구역
본 항의 어항구역은 다음과 같다.
- 고흥군 영남면 금사리 사두마을 입구(X:120,031.352,Y:238,163.238)에서 S40°W방향으로8.3m(X:120,993.755, Y:238,132.067)인 곳에서 S92°W 방향으로 343m(X:120,763.480, Y:238,386.850)인 와도 해안선을 그은 선내의 수면 과 금사리 사두마을 끝인 (X:121,141.339, Y:238,749.925) 곳에서 E57 °S방향으로  409.3m 와도 부근 방파제 외측(X:121,012.734,Y:238,791.240) 인 곳에서 S21°W 방향으로 70.8m(X:120,798.095, Y:238,972.984) 지점의 선내 공유수면

## 어항 시설
- 물양장 84m

## 개발계획
- 2009년 7월 27일 고시된 금사항 개발계획은 다음과 같다.[2]
  - 어항시설: 물양장 175m, 호안 20m
  - 해안선 정비: 매립 232m, 제거 292m
  - 공통시설: 배후지조성 15,910m2, 준설 12,000m2
  - 개략공사비: 66억원

## 주요 어종
- 굴, 바지락